# Kriegsmarine
Kriegsmarine (die Kriegsmarine, rodzaj żeński; niem. tłum. Kriegs – wojenna i Marine – marynarka) – marynarka wojenna III Rzeszy, część sił zbrojnych Niemiec istniejąca w latach 1935–1945 w ramach Wehrmachtu.

## Historia
Marynarka niemiecka Reichsmarine była wiązana przez limity ilościowe i dotyczące wielkości okrętów, przez Traktat wersalski. Od początku lat 30. XX wieku Niemcy, na fali odrzucania traktatu wersalskiego przystąpiły do rekonstrukcji marynarki wojennej. Zwiększały systematycznie liczbę lekkich jednostek (niszczyciele, torpedowce, kutry torpedowe).
21 maja 1935 marynarka III Rzeszy została przemianowana z Reichsmarine na Kriegsmarine. 18 czerwca 1935 zostało też zawarte brytyjsko-niemieckie porozumienie morskie, w którym ustalono docelową łączną wyporność niemieckich jednostek bojowych na 450 000 t (35% w stosunku do Royal Navy). Porozumienie to przekreśliło ograniczenia nałożone traktatem wersalskim i stało się formalną podstawą do gwałtownego rozwoju ilościowego i jakościowego floty niemieckiej. Od 1935 do wybuchu II wojny światowej zbudowano: 2 okręty liniowe, 3 krążowniki ciężkie, 16 niszczycieli i 28 okrętów podwodnych oraz liczne mniejsze jednostki.
Zgodnie z planem „Z” (od niem. Ziel – cel) Niemcy postawiły na stworzenie wielkiej floty oceanicznej. Plan ten przewidywał: wodowanie do 1944 6 pancerników, do 1943 – 4 ciężkich krążowników i 4 kolejnych do 1945, 4 lekkich krążowników do 1943 i 13 kolejnych do 1948, 2 lotniskowców do 1941 i 2 kolejnych do 1947. Planu tego nie udało się zrealizować z powodu coraz większych trudności ekonomicznych i ciężkich strat ponoszonych przez Kriegsmarine.
Ogółem w czasie II wojny światowej III Rzesza na wodzie straciła: 6 pancerników, 7 krążowników, 27 niszczycieli, 68 torpedowców, 701 okrętów podwodnych i wiele mniejszych jednostek.

## Kalendarium

### 1935
- 16 marca – podjęto ostateczną decyzję o masowej budowie okrętów podwodnych i nowej organizacji lotnictwa morskiego.
- 21 maja – w miejsce Reichsmarine powołano Kriegsmarine.
- 29 czerwca – do służby wszedł U-1, pierwszy okręt podwodny zbudowany po 1918.
- 27 września – utworzono 1. Flotyllę U-bootów „Weddigen”. Jej pierwszym dowódcą został Karl Dönitz.

### 1939
- 14 lutego – zwodowano pancernik Bismarck.

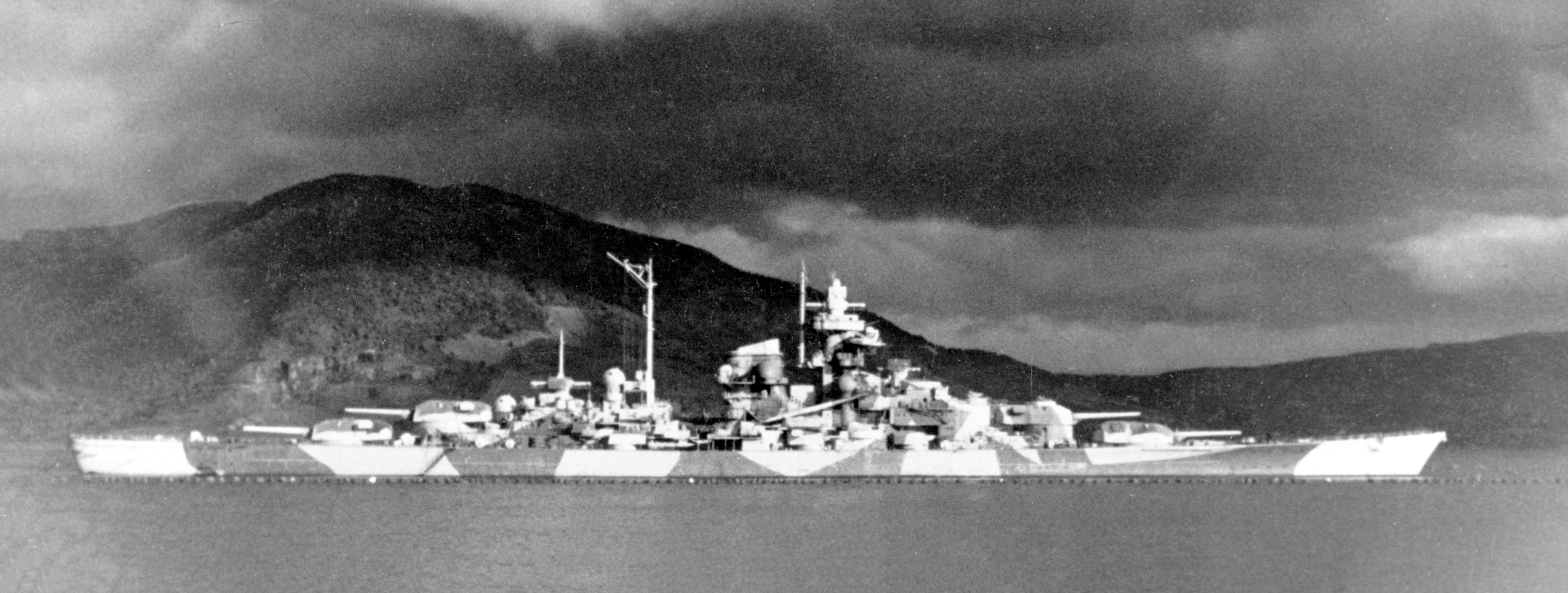
Tirpitz w Norwegii

- 1 kwietnia – zwodowano pancernik Tirpitz.
- 28 kwietnia – Adolf Hitler wypowiedział niemiecko-brytyjskie porozumienie flot i zapowiedział nieograniczoną rozbudowę Kriegsmarine.
- 1 września – Kriegsmarine posiadała 4 pancerniki, 8 krążowników, 22 niszczyciele, 16 torpedowców, 10 eskortowców, 57 okrętów podwodnych, 32 trałowce i inne mniejsze jednostki oraz ok. 78.000 marynarzy różnego szczebla.
- 1 września – o godz. 4:45 pancernik „Schleswig-Holstein” rozpoczął II wojnę światową ostrzałem Wojskowej Składnicy Tranzytowej na Westerplatte.
- 14 października – niemiecki okręt podwodny U-47 po rajdzie na Scapa Flow zatapia brytyjski pancernik HMS Royal Oak.
- 27 listopada – niemieckie pancerniki Scharnhorst oraz Gneisenau zatapiają brytyjski krążownik pomocniczy HMS Rawalpindi.
- 13 grudnia / 17 grudnia – Bitwa u ujścia La Platy brytyjskiego zespołu krążowników z niemieckim ciężkim krążownikiem Admiral Graf Spee, zakończona ostatecznie samozatopieniem niemieckiego rajdera przez własną załogę na wodach k. Montevideo.

### 1940
- 9 kwietnia – udział Kriegsmarine w kampanii norweskiej – utrata niemieckich krążowników Karlsruhe (po ataku brytyjskiego okrętu podwodnego Truant) i Blücher (po ostrzelaniu i storpedowaniu przez norweską obronę nadbrzeżną w pobliżu Oslo). Ciężkie uszkodzenie krążownika Königsberg przez artylerię nadbrzeżną niedaleko Karven (następnego dnia został zatopiony przez brytyjskie lotnictwo)[2].
- 10 kwietnia / 13 kwietnia – kampania norweska – utrata 10 niszczycieli niemieckich w bitwach pod Narwikiem.
- 11-16 kwietnia – problemy techniczne z zapalnikami torped całkowicie niweczą niemiecką kampanię podwodną w Norwegii.
- 30 października – niemiecki okręt podwodny U-32 w wyniku pościgu zostaje zatopiony.
- 5 listopada – brytyjski krążownik pomocniczy HMS Jervis Bay tonie po walce z niemieckim ciężkim krążownikiem Admiral Scheer.
- 1940 – do służby weszły: pancernik Bismarck, ciężki krążownik Prinz Eugen, 7 krążowników pomocniczych, 3 niszczyciele, 5 torpedowców, 51 okrętów podwodnych, 24 ścigacze, 37 trałowców i mniejsze jednostki.

### 1941
- 24 maja - podczas bitwy w Cieśninie Duńskiej niemiecki pancernik Bismarck przy pomocy krążownika Prinz Eugen zatapiają brytyjski pancernik HMS Hood.
- 27 maja – zatopienie pancernika Bismarck na północnym Atlantyku przez flotę brytyjską.
- 31 października – niemiecki okręt podwodny U-552 zatapia pierwszą jednostkę amerykańską w trakcie II wojny światowej – niszczyciel USS Reuben James.
- 24 listopada – na południowym Atlantyku brytyjski krążownik lekki HMS Dunedin zostaje zatopiony przez niemiecki okręt podwodny U-124.
- 25 listopada – na Morzu Śródziemnym brytyjski pancernik HMS Barham tonie i eksploduje po ataku niemieckiego okrętu podwodnego U-331.

### 1943
- 30 stycznia – nowo promowany Grossadmiral Karl Dönitz został Naczelnym Dowódcą Kriegsmarine. Dotychczasowy dowódca, Grossadmiral Erich Raeder otrzymał stanowisko Inspektora Floty.
- 16 – 20 marca odbyła się bitwa wokół konwojów HX-229 i SC-122 na Północnym Atlantyku. Ostatni wielki sukces U-Bootów.
- 26 grudnia – tonie niemiecki pancernik Scharnhorst po bitwie pod Nord Cap z brytyjskimi okrętami.

### 1944
- 12 listopada – w trakcie brytyjskiego nalotu w Tromsø tonie niemiecki pancernik Tirpitz.

### 1945
- kwiecień – zbombardowanie w Świnoujściu krążownika Lützow, samozatopienie w Wilhelmshaven krążownika Admiral Hipper. U wejścia do portu w Gdyni zatonął pancernik Gneisenau, nieukończony lotniskowiec Graf Zeppelin dostał się w ręce Armii Czerwonej na jeziorze Dąbie w Szczecinie.
- 9 kwietnia – zatonął w Kilonii krążownik ciężki Admiral Scheer i ciężko uszkodzono krążownik lekki Emden.
- maj – zatopienie przez alianckie lotnictwo ok. 30 okrętów podwodnych, ewakuujących się z Niemiec do Norwegii.
- 4 maja – Karl Dönitz nakazał U-Bootom zaprzestanie działań wojennych.
- 22 lipca – rozformowano Kriegsmarine.

## Struktura

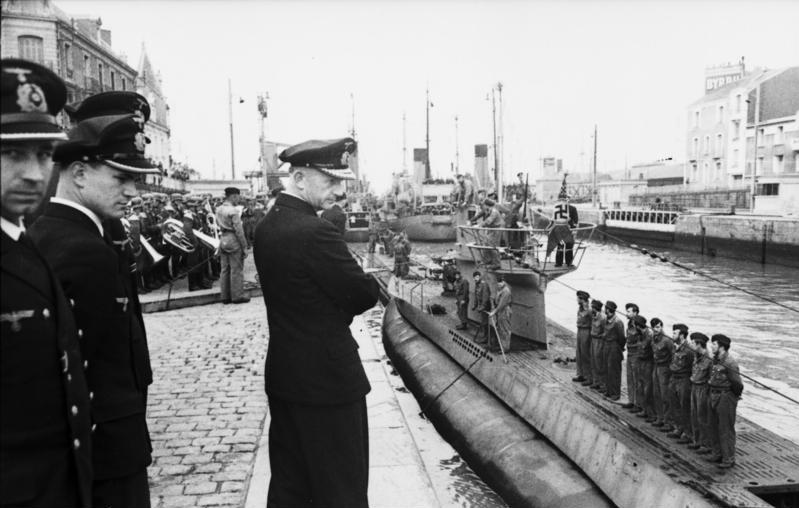
Karl Dönitz w St. Nazaire

### Dowództwo
Naczelne Dowództwo Kriegsmarine (Oberkommando der Kriegsmarine) utworzono 1 lipca 1935 z Kierownictwa Marynarki Reichswehry (Die Marineleitung der Reichswehr). W 1937 połączono je z Kierownictwem Wojny Morskiej (Die Seekriegsleitung). Do przekształceń doszło w listopadzie 1939 i kwietniu 1944.
| #   | Stopień        | Dowódca                   | Okres urzędowania               | Uwagi                      |
| --- | -------------- | ------------------------- | ------------------------------- | -------------------------- |
| I   | Grossadmiral   | Erich Raeder              | 1 lipca 1935 – 30 stycznia 1943 |                            |
| II  | Grossadmiral   | Karl Dönitz               | 30 stycznia 1943 – 1 maja 1945  |                            |
| III | Generaladmiral | Hans-Georg von Friedeburg | 1 – 9 maja 1945                 | Popełnił samobójstwo       |
| IV  | Generaladmiral | Walter Warzecha           | 23 maja – 22 lipca 1945         | Desygnowany przez aliantów |

Pod względem organizacyjnym Kriegsmarine dzieliła się na:
- Flotę
- Obszar morski – Morze Północne
- Obszar morski – Morze Bałtyckie
  - (Podlegały im również artyleria nadbrzeżna oraz personel portów)

Na potrzeby frontu Kriegsmarine formowała tzw. lądowe formacje marynarki wojennej, były one organizowane w bataliony morskie, brygady i dywizje.

### Stopnie
Hierarchia stopni KM
| #  | Stopień              | Polski odpowiednik        | Brytyjski odpowiednik    | Uwagi                     |
| -- | -------------------- | ------------------------- | ------------------------ | ------------------------- |
| 27 | Grossadmiral         |                           | Admiral of the Fleet     |                           |
| 26 | Generaladmiral       | admirał                   |                          |                           |
| 25 | Admiral              | admirał floty             | Admiral                  |                           |
| 24 | Vizeadmiral          | wiceadmirał               | Vice-Admiral             |                           |
| 23 | Konteradmiral        | kontradmirał              | Rear-Admiral             |                           |
|    | Kommodore            |                           | Commodore                | Wprowadzony 13 marca 1939 |
| 22 | Kapitän zur See      | komandor                  | Captain                  |                           |
| 21 | Fregattenkapitän     | komandor porucznik        | Commander (senior grade) |                           |
| 20 | Korvettenkapitän     | komandor podporucznik     | Commander                |                           |
| 19 | Kapitänleutnant      | kapitan marynarki         | Lieutnant-Comander       |                           |
| 18 | Oberleutnant zur See | porucznik marynarki       | Lieutnant                |                           |
| 17 | Leutnant zur See     | podporucznik marynarki    | Sub-Lieutnant            |                           |
| 16 | Oberfähnrich zur See | starszy chorąży marynarki |                          |                           |
| 15 | Fähnrich zur See     | chorąży marynarki         |                          |                           |
| 14 | Stabsoberbootsmann   | starszy bosman sztabowy   |                          | stopień zlikwidowany      |
| 13 | Oberbootsmann        | starszy bosman            |                          |                           |
| 12 | Stabsbootsmann       | bosman sztabowy           |                          | stopień zlikwidowany      |
| 11 | Bootsmann            | bosman                    |                          |                           |
| 10 | Oberbootsmaat        | starszy bosmanmat         |                          | stopień zlikwidowany      |
| 9  | Bootsmannmaat        | bosmanmat                 |                          |                           |
| 8  | Obermat              | starszy mat               |                          |                           |
| 7  | Matt                 | mat                       |                          |                           |
| 6  | Stabsobergefreiter   | starszy marynarz          |                          | od czerwca 1940           |
| 5  | Stabsgefreiter       | starszy marynarz          |                          | od czerwca 1940           |
| 4  | Hauptgefreiter       | starszy marynarz          |                          | od czerwca 1940           |
| 3  | Obergefreiter        | starszy marynarz          |                          |                           |
| 2  | Gefreiter            | starszy marynarz          |                          |                           |
| 1  | Matrose              | marynarz                  |                          |                           |

Uwagi:
W tabeli podano odpowiedniki w polskiej Marynarce Wojennej po ostatniej reformie, która zlikwidowała trzy stopnie podoficerskie i wprowadziła czwarty stopień admiralski.
Stopnie 1-6: szeregowi, 7-14: podoficerowie, 15-16: chorążowie, 17-26: oficerowie.
Stopnie 4-6 dawały możliwość awansu służbowego bez ukończenia szkoły specjalistów.

## Insygnia

### Bandery
Bandery wojenne Kriegsmarine

Bandera wojenna z lat 1935-1938
Bandera wojenna z lat 1938-1945

Bandery Naczelnego Dowództwa Kriegsmarine

Bandera szefa sztabu Kriegsmarine, jeśli nie jest Grossadmiral (OBdM, 1936 – 39)
Bandera Grossadmiral (OBdM, 1939 – 45)
Bandera generalnego inspektora Kriegsmarine, jeśli jest Grossadmiral (1943 – 45)

Bandery admirałów Kriegsmarine

Bandera admirała
Bandera admirała floty
Bandera wiceadmirała
Bandera kontradmirała

### Proporce
Proporce używane w Kriegsmarine

Proporzec komodora
Proporzec dowódcy zgrupowania okrętów
Proporzec flotylli okrętów (umieszczany na maszcie). Również proporzec grupy okrętów (umieszczany na rei)

Proporce samochodowe

Proporzec admirałów, jeśli pełnią funkcję dowódcy sił lądowych
Proporzec dowódców okrętów i brygad morskich Kriegsmarine
Proporzec dowódców dywizji morskich Kriegsmarine
Proporzec dowódców fortów i oficerów sztabowych Kriegsmarine
Proporzec admirałów
Proporzec oficerów Kriegsmarine

Proporce przyznawane za zasługi

Proporzec przyznawany dowódcom okrętów, które wykazały się "niezwykłymi zasługami w walce"
Proporzec przyznawany jednostkom obrony wybrzeża za zniszczenie krążownika lub większych okrętów
Proporzec przyznawany jednostkom obrony wybrzeża za zniszczenie niszczyciela lub mniejszych jednostek
Proporzec przyznawany jednostkom za zestrzelenie wrogiego samolotu (jeden za każdy samolot)

### Oznaki

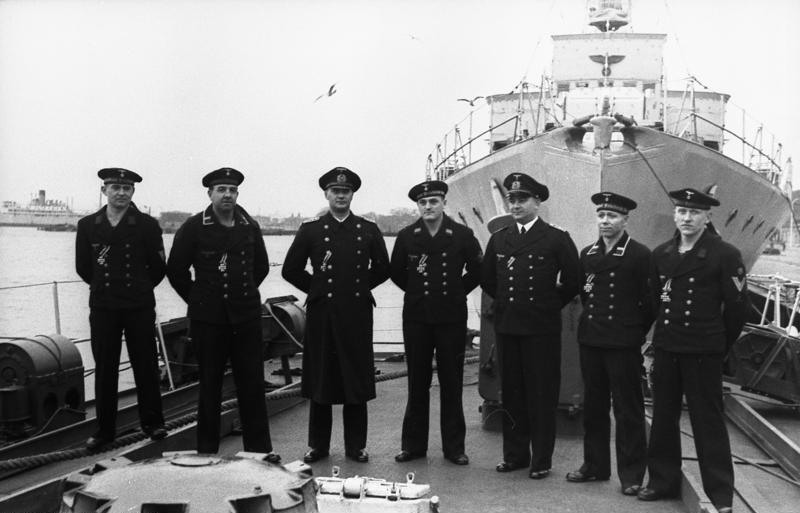
Marynarze Kriegsmarine

Oznaki służb i specjalności noszone na naramiennikach:
- Artyleria – kotwica nad płonącą pochodnią z numerem pododdziału
- Batalion specjalny i batalion szkolny – dwie skrzyżowane kotwice
- Lekarze – eskulap
- Personel portów – O (Morze Bałtyckie) lub N (Morze Północne)
- Służby inżynieryjne – koło zębate
- Szkoła matów – trzy skrzyżowane kotwice

### Mundury
Wojska Kriegsmarine nosiły mundury granatowe ze złocistym oporządzeniem (guziki, szamerunek, akselbanty itd.). Od 1934 r. na czapkach i na lewej piersi munduru miały być noszone nazistowskie Parteiadlery, były one złociste u oficerów, a u niższych rangą żółte. Dodatkowo na czapkach marynarskich na otoku znajdowała się wstęga z gotyckim napisem Kriegsmarine.